# Emiliano Bajo Iglesias
Emiliano Bajo Iglesias (Miranda de Ebro, (Burgos), 20 de julio de 1889 - Burgos, 18 de septiembre de 1936) fue un político español. Fue el último alcalde republicano de su ciudad natal, siendo ejecutado por las autoridades franquistas poco después de comenzada la guerra civil española.
Sastre de profesión, fue elegido concejal del Ayuntamiento de Miranda de Ebro en 1931. Fue destituido en 1934 y repuesto tras el triunfo del Frente Popular en las elecciones de febrero de 1936. Tras la restitución de los concejales, se procedió a elegir al nuevo alcalde, siendo Bajo Iglesias el elegido por la corporación municipal. De ideología republicana, militaba en Izquierda Republicana. El 23 de mayo de 1936, un militante de Acción Popular trató de asesinarle, clavándole un cuchillo. Al producirse la sublevación militar que dio lugar a la Guerra Civil, intentó proteger a la ciudad, e incluso mandó a uno de los concejales del ayuntamiento, Isidoro García de Albéniz Martínez de la Hidalga, por armas a la ciudad guipuzcoana de Éibar,[cita requerida] en cuyo viaje fue interceptado por fuerzas sublevadas. La ciudad quedó inicialmente en manos de obreros ferroviarios, que se atrincheraron en la Casa del Pueblo. La Guardia Civil había sido concentrada en la capital provincial.
Con la caída de la ciudad a manos de la Guardia Civil sublevada (que volvía de Burgos) y grupos de falangistas el 20 de julio, Emiliano Bajo, al igual que el resto de concejales de la corporación republicana, fueron encarcelados. Emiliano Bajo fue fusilado en Burgos tras Consejo de Guerra sumarísimo el 18 de septiembre de 1936.
En 2006, en conmemoración de la corporación municipal que se sacrificó por intentar proteger la democracia y libertad en la ciudad, se inauguró el parque más grande de la ciudad, llamándose del mismo modo que el alcalde republicano fusilado, Emiliano Bajo. El resto de concejales también fueron recordados y se puso su nombre a cinco calles en la ampliación de la Ronda del Ferrocarril.
| Predecesor: Ricardo Gordejuela | Alcalde de Miranda de Ebro 1936 | Sucesor: Ricardo Gordejuela |